# ディンホア県
ディンホア県（ディンホアけん、英語: Ding Hoa District、ベトナム語：Huyện Định Hóa / 縣定化?）は、ベトナム社会主義共和国タイグエン省から北西に50キロメートル移動した地点に位置している県である。
山岳地帯で構成されている地区で、西ではトゥエンクアン省、北と北東ではバックカン省、南東ではダイトゥー県とフールオン県と接している。
首都はチョーチュー町（Cho Chu town）である。人民委員会本部はタイグエン省ディンホア県チョーチュー町（Cho Chu town）フォー・ホップ・タン（Pho Hop Thanh）の28番地にある。
面積は520.75 km²、人口は90,600人（2019年）である。
1945年から1954年にかけて発生した第一次インドシナ戦争ではベトナム共産党の本部が置かれた安全地帯（ATK）として知られている。安全地帯（ATK）はディンホア県のPhu Dinh地区の山岳地帯に置かれており、当時の指導者であったホー・チ・ミンや、党・国家・中央党委員会・政府各期間が働いていた。